# Store Grunnasundholmen
Store Grunnasundholmen est une île norvégienne du comté de Hordaland appartenant administrativement à Bergen.

## Description
Rocheuse et couverte d'une légère végétation, elle s'étend sur environ 171 m de longueur pour une largeur approximative de 79 m. Elle comporte quelques bâtiments et est reliée au continent par un petit pont. 